# Leptorhoptrum
Leptorhoptrum is een geslacht van spinnen uit de familie hangmatspinnen (Linyphiidae).

## Soorten
De volgende soorten zijn bij het geslacht ingedeeld:
- Leptorhoptrum robustum (Westring, 1851)